# Henry Cecil Raikes
Henry Cecil Raikes (18 novembre 1838 - 24 août 1891) est un homme politique du Parti conservateur britannique. Il est président de Ways and Means (vice-président de la chambre) entre 1874 et 1880 et sert comme maître de poste entre 1886 et 1891.

## Jeunesse et éducation
Né à Chester, Cheshire, Raikes est le petit-fils du révérend Henry Raikes, chancelier du diocèse de Chester, et l'arrière-petit-fils de Thomas Raikes, marchand et banquier à Londres, qui est gouverneur de la Banque d'Angleterre et ami personnel du Premier ministre William Pitt le Jeune. Il fait ses études à la Shrewsbury School et au Trinity College, Cambridge.

## Carrière politique
Il est député de Chester entre 1868 et 1880, de Preston en 1882 et pour l'Université de Cambridge entre 1882 et 1891. Il est président de l'Union nationale des associations conservatrices et constitutionnelles de 1869 à 1874. En 1874, il est nommé président de Ways and Means (vice-président de la Chambre des communes), poste qu'il occupe jusqu'en 1880, date à laquelle il est admis au Conseil privé. Il revient plus tard à la vie politique du parti quand il sert comme maître de poste sous Lord Salisbury entre 1886 et 1891.
Raikes est l'un des premiers hommes politiques britanniques à avoir fait enregistrer sa voix. George Edward Gouraud l'a enregistré pour le compte de Thomas Edison dans la soirée du 5 octobre 1888.

## Famille
Il épouse Charlotte Blanche, de Plas Teg, Mold, fille de Charles Blayney Trevor-Roper, le 26 septembre 1861. Ils ont plusieurs enfants, dont Cecil Dacre Staveley Raikes (1874-1947), vice-amiral de la Royal Navy, et Henry St John Digby Raikes, père de l'homme politique conservateur Victor Raikes. La famille vit à Llwynegrin Hall, au Pays de Galles. Raikes est décédé le 24 août 1891, à l'âge de 52 ans. Charlotte Raikes a survécu à son mari pendant plus de 30 ans et est décédée en septembre 1922.